# Sybra sexguttata
Sybra sexguttata là một loài bọ cánh cứng trong họ Cerambycidae.